# Einen Ring mit zwei blutroten Steinen
Einen Ring mit zwei blutroten Steinen ist ein von Heinz Kück geschriebener Schlager aus dem Jahr 1960, den die Sängerin und Schauspielerin Caterina Valente sang.

## Hintergrund und Veröffentlichung
Einen Ring mit zwei blutroten Steinen wurde von Heinz Kück geschrieben und von Caterina Valente gesungen. Sie stellte das Lied auf dem Deutschen Schlager-Festival 1960 in Wiesbaden vor und konnte sich mit dem Lied auf Platz 3 platzieren, wobei auch der Siegertitel Rosalie, mußt nicht weinen von Caterina Valente gesungen wurde. Die Single erschien bei Decca (D 19 111) im gleichen Jahr mit beiden Titeln, wobei Einen Ring mit zwei blutroten Steinen als A-Seite und Rosalie, mußt nicht weinen als B-Seite erschien.

## Text und Musik
Das sehr ruhig gehaltene Lied im Stil eines Slowfox wird von Caterina Valente mit Orchesterbegleitung gesungen. Der Text beschreibt das Schicksal eines Hafenmädchens, das von ihrem Geliebten, einem Matrosen, verlassen wurde. Er kaufte ihr einen Ring aus falschem Gold mit Glassteinen in der Farbe von Rubinen, den sie gerne haben wollte.

„Einen Ring mit zwei blutroten Steinen

Ließ ein Seemann in Hamburg zurück

Und ein Mädchen denkt heut noch an den einen

Den sie liebte, so wie keinen

Den sie liebte auf den allerersten Blick“

Sie trägt den Ring, „weil nichts auf der Welt für sie so kostbar war, wie der Ring den sie besaß.“ Er erinnert sie an ihre einzige große Liebe, die sie je hatte: „Und kamen auch andre so hat sie doch bloß, an einen im Leben gedacht.“
Das Lied besteht aus insgesamt sieben Strophen, wobei die erste und vierte jeweils aus fünf Zeilen mit dem Reimschema ABAAB besteht und jeweils auf Den sie liebte, so wie keinen, den sie liebte auf den allerersten Blick endet. Die restlichen Strophen mit Ausnahme der letzten besitzen ein ABAB-Reimschema, wobei die dritte und sechste auf Auf St. Pauli, St. Pauli bei Nacht enden. Die letzte Strophe ist die kürzeste und greift das Ende der ersten und vierten Strophe erneut auf:

„Und ein Mädchen denkt heut noch an den einen

Den sie liebte, so wie keinen

Den sie liebte auf den allerersten Blick“

## Chartplatzierung
Die Single Einen Ring mit zwei blutroten Steinen / Rosalie, mußt nicht weinen stieg am 1. Oktober 1960 in die deutschen Singlecharts ein und hielt sich dort insgesamt sechs Monate; drei Monate hielt es sich dabei in den Top 10 und erreichte den sechsten Platz als höchste Platzierung. Zuletzt war es in der Chartausgabe vom 1. April 1961 in der Hitparade vertreten. Bis zu diesem Zeitpunkt war Caterina bereits mit mehr als 40 Singles in den deutschen Charts präsent, davon fünf Mal an der Chartspitze und mehr als 25 Mal in den Top 10. In Österreich und der Schweiz konnte sich das Lied dagegen nicht platzieren.

## Coverversionen
Das Lied wurde vereinzelt von verschiedenen Sängerinnen gecovert, wobei die meisten Versionen direkt in den Jahren 1960 und 1961 erschienen sind. Neben der Version von Caterina Valente konnte sich auch die im gleichen Jahr erschienene Fassung von Nana Gualdi in den deutschen Charts platzieren. Fremdsprachige Versionen existieren auf Schwedisch, Dänisch und Niederländisch. Zu den Bands und Interpreten, die das Lied in einer Coverversion veröffentlichten, gehören: u. a.
- 1960: Ilse Hass
- 1960: Das Batavia-Duo & Josef Niessen und sein Tanzorchester
- 1960: Erika Berg
- 1960: Gery Francis
- 1960: Hannelore Cremer
- 1960: Helen Marius
- 1960: Nana Gualdi
- 1960: Susi Dore & Die Regina-Girls
- 1961: Elsy Lindgren (schwedisch als En ring med två blodröda stenar)
- 1960: De Rosita's (niederländisch als Een ring met twee bloedrode stenen)
- 1960: Mary Roos
- 1960: Katy Bødtger (dänisch als En ring med to blodrøde stene)
- 2008: The Crystalairs

## Belege
1. ↑  
Caterina Valente – Einen Ring mit zwei blutroten Steinen / Rosalie, mußt nicht weinen bei Discogs; abgerufen am 26. April 2022.
2. 1 2 3  Einen Ring mit zwei blutroten Steinen von Caterina Valente auf songtexte.com, abgerufen am 26. April 2022.
3. ↑  Charts DE
4. 1 2 3  Caterina Valente – Einen Ring mit zwei blutroten Steinen auf chartsurfer.de; abgerufen am 26. April 2022.
5. ↑  Caterina Valente – Einen Ring mit zwei blutroten Steinen auf cover.info, abgerufen am 26. April 2022.
6. ↑  
Caterina Valente – Einen Ring mit zwei blutroten Steinen. In: hitparade.ch. Abgerufen am 26. April 2021.